# Charles de Bovelles

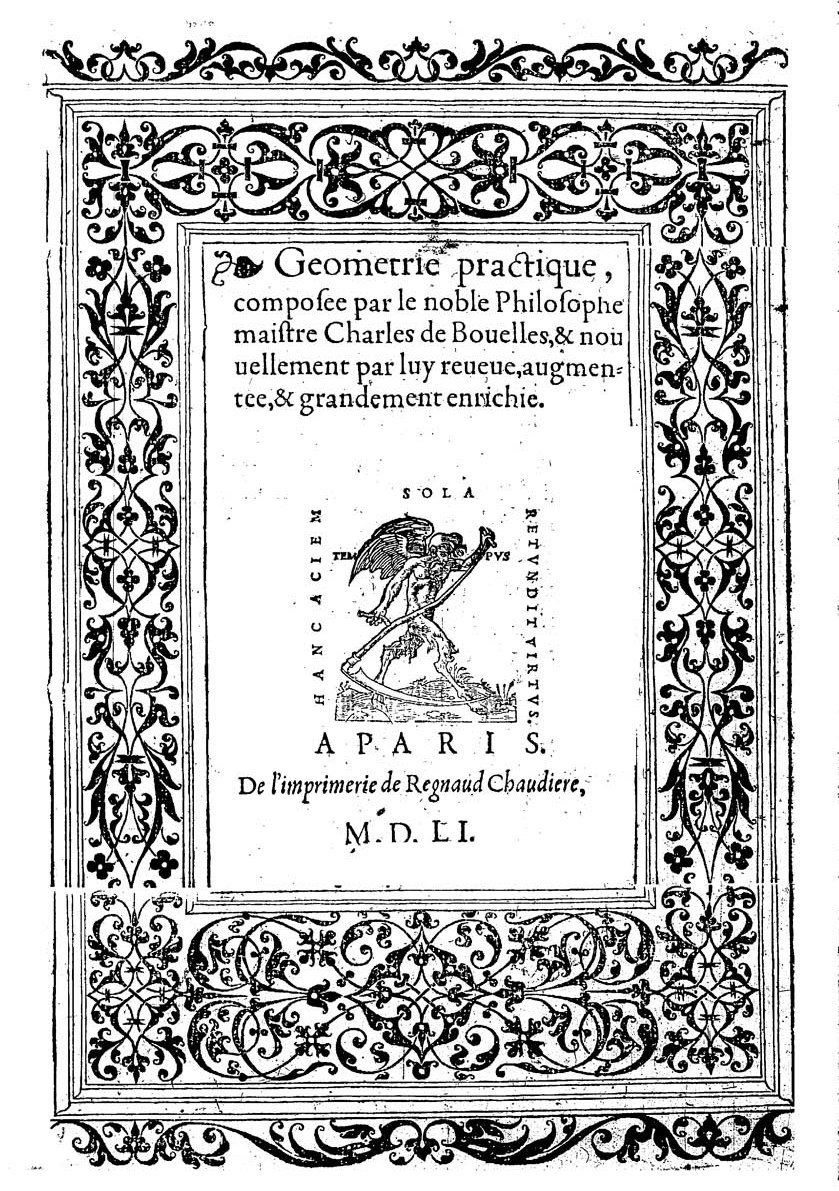
Geometrie practique, 1551

Charles de Bovelles, latinizzato in Carolus Bovillus (San Quintino, 1479 – Ham, probabilmente 1567), è stato un filosofo francese.

## Biografia
Pensatore originale e versatile, ha dato vita nel quindicesimo secolo a una filosofia nella quale si fondono l'Umanesimo di Jacques Lefèvre d'Étaples (che di Bovelles fu il principale maestro), la tradizione medievale mistica di Raimondo Lullo e un Neoplatonismo cristiano chiaramente modellato sul pensiero di Nicola Cusano. 
La sua opera, molto vasta e ancora poco studiata, spazia dalla filosofia alla teologia, toccando altresì la geometria e le scienze naturali. 
L'incontro decisivo con Jacques Lefèvre d'Étaples, che trasse il giovane Bovelles, come lui originario della Piccardia, allo studio delle scienze filosofiche, si data nel 1495. Charles de Bovelles sarebbe stato in seguito allievo e poi professore al Collège du Cardinal-Lemoine, prima di divenire canonico di Noyon. 
Grande viaggiatore, attraversò l'Europa come pellegrino, visitando i principali centri di studi e incontrando numerosi mistici, desideroso di seguire la via di unità tra pensiero e pratica di vita insegnata da Raimondo Lullo.
Dal 1552 si ritira a Ham, dove passa in studio ed eremitaggio gli ultimi anni della sua vita, componendo le  ultime opere.
Il vasto  corpus delle opere bovilliane costituisce uno dei contributi filosofico-teologici più importanti del secondo Rinascimento, sia per via della sua potente originalità, che per via delle numerose tradizioni precedenti che si compendiano e si fondono nel suo sistema di pensiero.
Ebbe tra i suoi allievi a Parigi l'umanista Beatus Rhenanus.

## Opere principali
In lingua latina, salvo diverso avviso:
- Quæ in hoc volumine continentur… mathematicum opus quadripartitum : de numeris perfectis, de mathematicis rosis, de geometricis corporibus, de geometricis complementis , impr. Henri Estienne, Parigi, 1510
- (FR)  Géométrie en françoys , impr. Henri Estienne, Parigi, 1511
- (FR)  Livre singulier & utile touchant l'art et practique de Géométrie, composé nouvellement en Françoys, par maistre Charles de Bouelles, 1542
- (FR) Charles de Bouelles, Geometrie practique, A Paris, Regnault Chaudière, 1551. URL consultato il 13 giugno 2015.
- De Sapiente (1510), in francese Le Livre du Sage, trad. di P. Magnard, éd. Vrin, Parigi, 1982.
- De nihilo (1510), in francese Le Livre du Néant, trad. di P. Magnard, éd. Vrin, Parigi 1983 (in italiano Il piccolo libro del nulla, a cura di Piercarlo Necchi, Il melangolo, Genova, 1994)
- Ars oppositorum (1510), in francese L'art des opposés, trad. di P. Magnard, éd. Vrin, Parigi, 1984.
- De remedus vitiorum humanorum et œrum consistentia, 1532.
- In artem oppositorum introductio, 1503.
- Methysicum introductorium, 1504.
- Liber cordis, 1523.
- Geometrica introductionis libri sex, 1503.
- Mathematicus opus quadripartitum, 1510.
- Liber de duodecim numeris, 1510.
- (FR)  L'art et science de Geométrie, 1514.
- De constitutione et utilitate artium humanorum, 1503.
- De Intellectu, 1510.
- De Sensu, 1510.
- De septem vitüs, 1531.
- De generatione, 1510.
- Physicorum elementorum libri decem, 1512.
- Aetum mundi septem supputatio, 1520.
- De mundi excidio, 1552.
- De raptu divi pauli, 1503.
- De prophetica visionne, 1503.
- Dominica oratio, 1511.
- Commentarum in primordiale Joannis, 1512.
- Divinae caliginis liber, 1526.
- De laude Jerusalem, 1531.
- Quaestionum theologicarum libri septem, 1512.
- De trinitate, 1512.
- De divinis praedicamentis, 1512.
- De resurrectione, 1551.
- De animae immortalitate, 1552.
- Proverbium vulgarium libri très, 1531.
- De differentia vulgarium linguarum et Gallici sermonis varietate, 1533.
- De hallucinatione Gallicanorum nominum, 1533.